# 大西线工程
大西线工程，又名朔天运河，是一项由由民间水利学研究者郭开提出，能夠解决中国水资源短缺和空间分布不均问题的设想。目前还处于论证阶段，其主要构思是在西藏东部和青海构筑水坝将一系列水系如雅鲁藏布江等通过流入青海湖引入黄河流域。

## 取名
大西线工程的名字是由南水北调工程中的西线工程得来。

## 背景
朔天运河筹委会
1988年总参军训部原副部长刘少卿和郭开等人力推的「朔天运河方案」（后演变为“大西线方案”），引起一些部队高级将领和人大代表、政协委员的关注。此前，郭开已结识了水利部退休老专家贾格林和曾给邓小平、蕭克将军等做过机要秘书的韩守文。
1989年时任水利部副部长的张季农领导成立了「朔天运河筹委会」，郭开成为核心成员，此后十多年来，“大西线方案”有了明确的组织推动机构。筹委会历任主任变成了少将级以上的老将军，从胥光义将军、高存信将军一直到王定烈将军。
2006年3月全国人民代表大会和全国政协大会时，有代表又提出来大西线调水工程，他们提出南水北调工程从长江向北方调水，而到2020年，长江流域也将成为缺水户，不能解决问题。

## 赞同派
赞同派以著名物理学家，科学院院士，也是中國全国政协委员的何祚庥教授为首。其依据为目前中国水资源形势不容乐观。旱情越来越严重，黄河多年断流，中国已成为世界上沙漠化最严重的地区之一，沙漠已经逼近北京。另外由于中国西北华北地区严重缺水，经济发展受限，导致各种资源或短缺或失衡。
赞同派支持者列举多种论据，支持何教授的观点：中国荒漠化土地面积已达267.4万平方公里，占国土面积的27.8%，近4亿人口受到沙漠化影响；大西线的水流速度可以冲刷河床，降低地上悬河高度等等。

## 反对派
反对派也针尖对麦芒，以一篇名为《大西线调水工程——已经疯了》的匿名文章为总纲，将矛头直指大西线工程。文章在网上流传甚广，质疑《西藏之水救中国》一书中提及的各种观点。文章认为目前雅鲁藏布江也无水可调，并且从雅鲁藏布江的径流总量和运河设计宽度两方面驳斥了“大西线工程”，认为“大西线”工程仅仅是纸上作业。文章还认为，中国治河多年不但成功的案例很少，反而越治理洪涝越多。